# Satekjaurasj
Satekjaurasj är en sjö i Gällivare kommun i Lappland och ingår i Kalixälvens huvudavrinningsområde. Sjön har en area på 0,0744 kvadratkilometer och ligger 453 meter över havet.

## Delavrinningsområde
Satekjaurasj ingår i det delavrinningsområde (746348-169319) som SMHI kallar för Inloppet i Sikträsket. Medelhöjden är 464 meter över havet och ytan är 37,14 kvadratkilometer. Räknas de 4 avrinningsområdena uppströms in blir den ackumulerade arean 86,28 kvadratkilometer. Sikträskbäcken (Ammasjoki) som avvattnar avrinningsområdet har biflödesordning 4, vilket innebär att vattnet flödar genom totalt 4 vattendrag innan det når havet efter 245 kilometer. Avrinningsområdet består mestadels av skog (77 procent) och sankmarker (22 procent). Avrinningsområdet har 0,43 kvadratkilometer vattenytor vilket ger det en sjöprocent på 1,2 procent.